# Riegelsberg

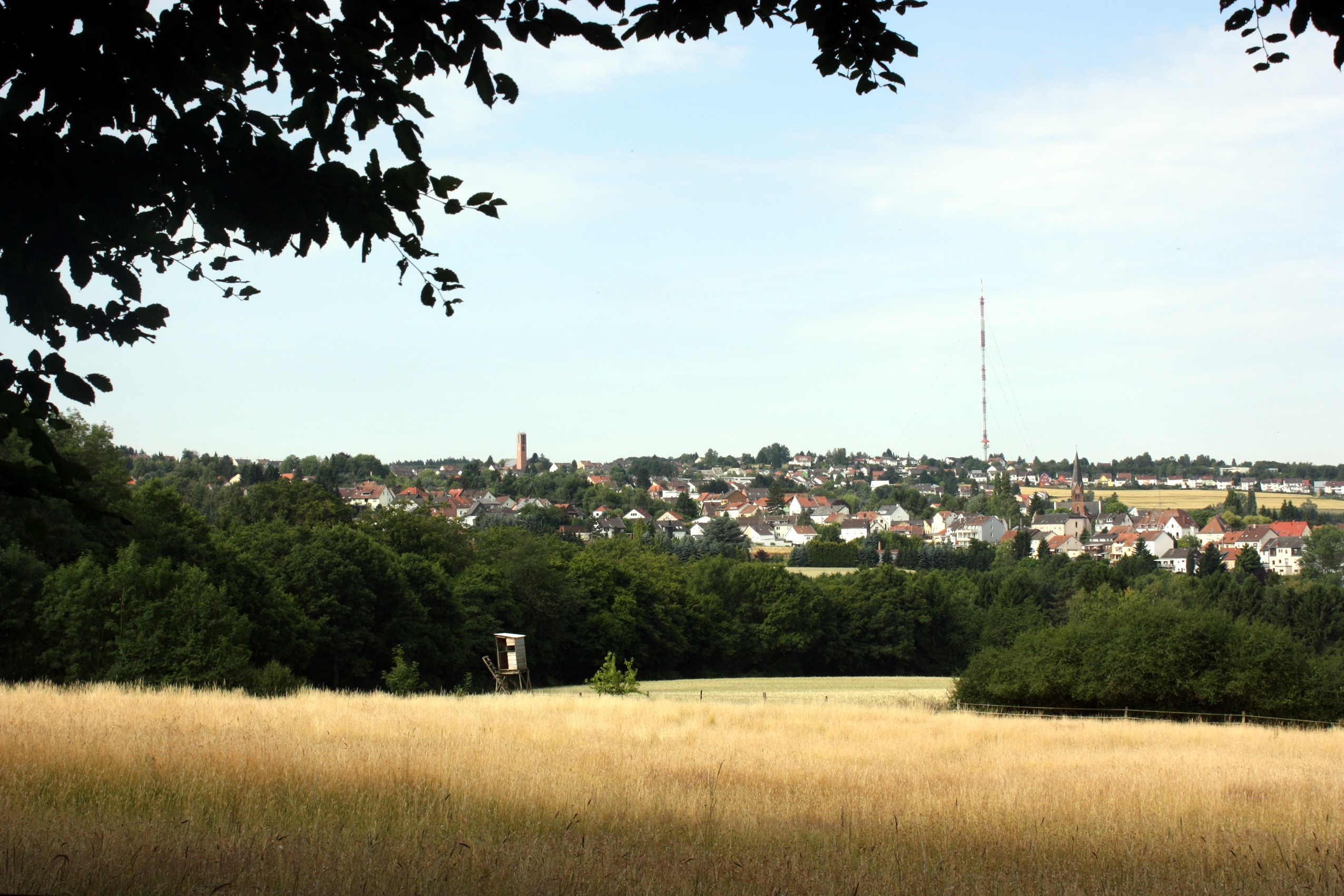
Blick auf Riegelsberg

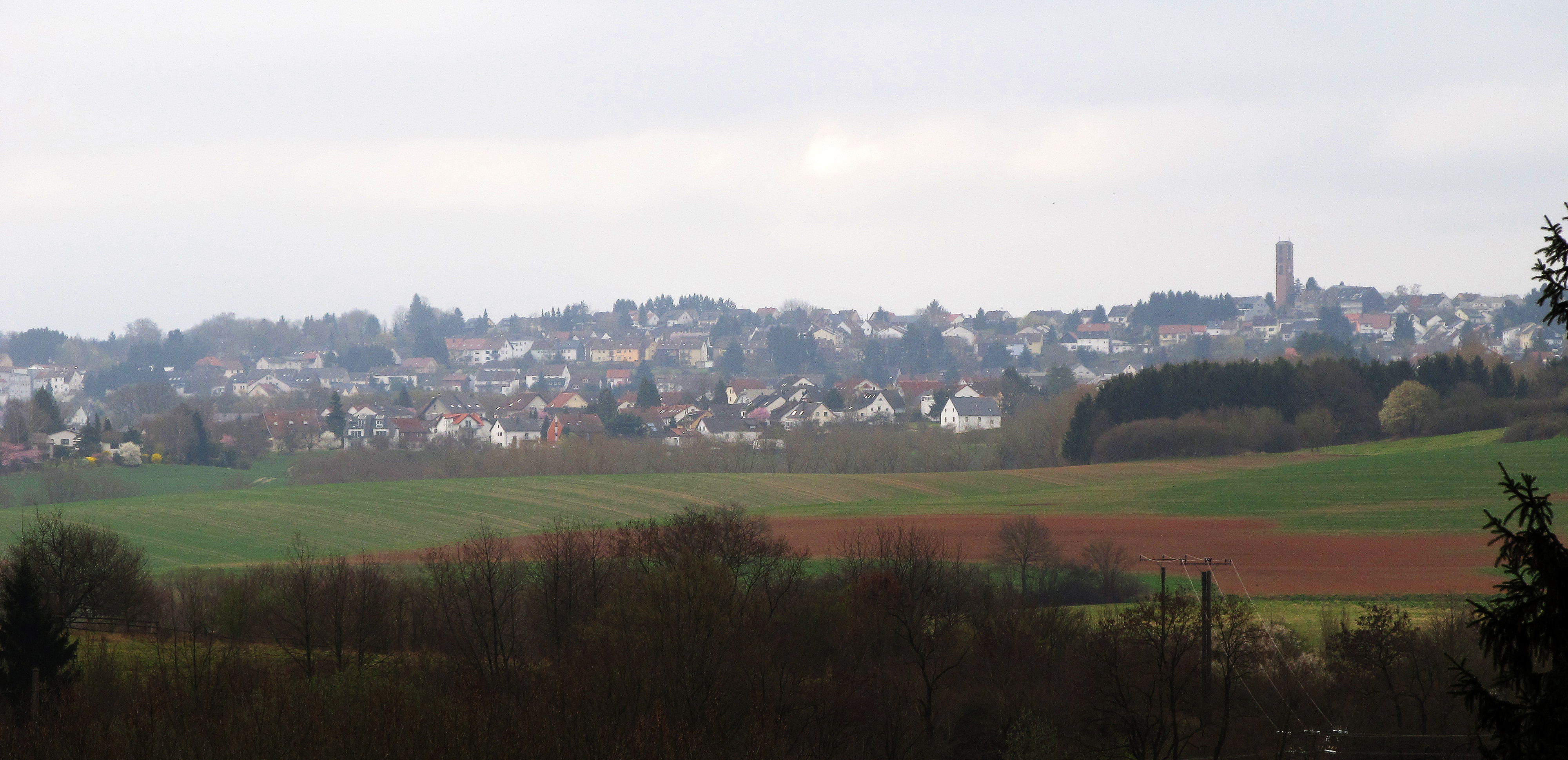
Riegelsberg, von Walpershofen aus gesehen

Riegelsberg ist eine Gemeinde im Saarland und liegt nördlich der Landeshauptstadt Saarbrücken. Sie besteht aus den beiden Gemeindebezirken Riegelsberg und Walpershofen.

## Geschichte
Die Gemeinde Riegelsberg konnte 2019 auf ihr 80-jähriges Bestehen als eigenständige Einheitsgemeinde zurückblicken. Historischer Bezugspunkt ist die am 1. April 1939 in Kraft getretene Zusammenlegung der bis dahin selbständigen Gemeinden
- Güchenbach: damals rd. 7200 Einwohner
- Hilschbach: damals rd. 775 Einwohner
- Überhofen: damals rd. 570 Einwohner

### Gemeinde Riegelsberg
Als Riegelsberg bezeichnete man die Anhöhe westlich der Landstraße von Saarbrücken über Lebach nach Trier, auf der heute der Hindenburgturm steht. Als Flurbezeichnung findet der Name Riegelsberg erstmals 1731 urkundliche Erwähnung. Eine erste Siedlung bestand vermutlich bereits im Jahre 1764.
Die Siedlung Riegelsberg bildete ursprünglich einen Ortsteil der Gemeinde Güchenbach. Verwaltungsmäßig gehörte die Gemeinde Güchenbach zur Bürgermeisterei Sellerbach, die im Jahre 1816 im Zuge der Unterteilung des Kreises Saarbrücken geschaffen worden war.
Im Jahre 1875 wurde Riegelsberg nach dem Bau des neuen Rathauses Amtssitz der Bürgermeisterei Sellerbach. Letztere wurde 1936 nach ihrem Verwaltungssitz in Bürgermeisterei (später Amt) Riegelsberg umbenannt.
Nach dem Zusammenschluss der Gemeinden Güchenbach, Hilschbach und Überhofen zur Gemeinde Riegelsberg (im April 1939) und dem freiwilligen Ausscheiden der Gemeinde Köllerbach aus der Verwaltungsgemeinschaft (im April 1948) umfasste die Amtsbürgermeisterei Riegelsberg nur noch die Gemeinden Riegelsberg und Walpershofen. Walpershofen liegt inmitten des Köllertales zu beiden Seiten des Köllerbaches. Der Ort, der vermutlich bereits im ersten Jahrtausend n. Chr. entstand, wurde im Jahre 1293 erstmals urkundlich erwähnt. Im 16. Jahrhundert zählte Walpershofen 50 Einwohner.
Jahrhundertelang bildete die Landwirtschaft die Haupterwerbsquelle für die Bevölkerung des gesamten Köllertales.
Auch der Steinkohlebergbau war früher hier sehr verbreitet. Die Anfänge des Steinkohlebergbaus im Köllertal lassen sich zwar bis ins 15. Jahrhundert zurückverfolgen, zu einem bedeutenden Wirtschaftsfaktor entwickelte sich der Bergbau aber erst um die Mitte des 19. Jahrhunderts durch die Erschließung seitens des preußischen Bergfiskus. Die entscheidenden Impulse für die Bevölkerungs-, Siedlungs- und Wirtschaftsentwicklung des Riegelsberger Raumes gingen von der Grube Von der Heydt aus, die im Jahre 1852 in Betrieb genommen wurde. Im Lampennest gab es drei Schächte, die im Jahre 1872, 1888 und 1891 errichtet wurden. Der letzte Schacht wurde 1916 stillgelegt. An diese Bergbauvergangenheit wurde im Jahre 2006 mit einem Denkmal für über 200.000 Euro gedacht. Dieses Monument von 12 Meter Höhe, das in drei Stahlwürfeln eine Seilscheibe, eine Güterlore und einen Befahrwagen enthält, wurde nach Errichtung in der Bevölkerung kontrovers diskutiert.
Durch das Gesetz zur Neugliederung der Gemeinden und Landkreise des Saarlandes vom 19. Januar 1973 wurden die bis dato selbständigen Gemeinden Riegelsberg und Walpershofen am 1. Januar 1974 zur neuen Gemeinde Riegelsberg zusammengeschlossen. Gleichzeitig wurden Gebietsteile mit damals mehr als 400 Einwohnern (mit der Siedlung Von der Heydt) an die Landeshauptstadt Saarbrücken abgetreten.

### Einwohnerentwicklung
| Riegelsberg: Einwohnerzahlen von 1961 bis 2024 | Riegelsberg: Einwohnerzahlen von 1961 bis 2024 | Riegelsberg: Einwohnerzahlen von 1961 bis 2024 | Riegelsberg: Einwohnerzahlen von 1961 bis 2024 | Riegelsberg: Einwohnerzahlen von 1961 bis 2024 |
| ---------------------------------------------- | ---------------------------------------------- | ---------------------------------------------- | ---------------------------------------------- | ---------------------------------------------- |
| Jahr                                           |                                                |                                                |                                                | Einwohner                                      |
| 1961                                           | 1961                                           |                                                | 12.373                                         | 12.373                                         |
| 1970                                           | 1970                                           |                                                | 14.068                                         | 14.068                                         |
| 2005                                           | 2005                                           |                                                | 15.386                                         | 15.386                                         |
| 2010                                           | 2010                                           |                                                | 14.943                                         | 14.943                                         |
| 2011                                           | 2011                                           |                                                | 14.834                                         | 14.834                                         |
| 2015                                           | 2015                                           |                                                | 14.611                                         | 14.611                                         |
| 2019                                           | 2019                                           |                                                | 14.453                                         | 14.453                                         |
| 2024                                           | 2024                                           |                                                | 14.296                                         | 14.296                                         |
| Quelle(n): 1961 1970 2019                      |                                                |                                                |                                                |                                                |

## Politik

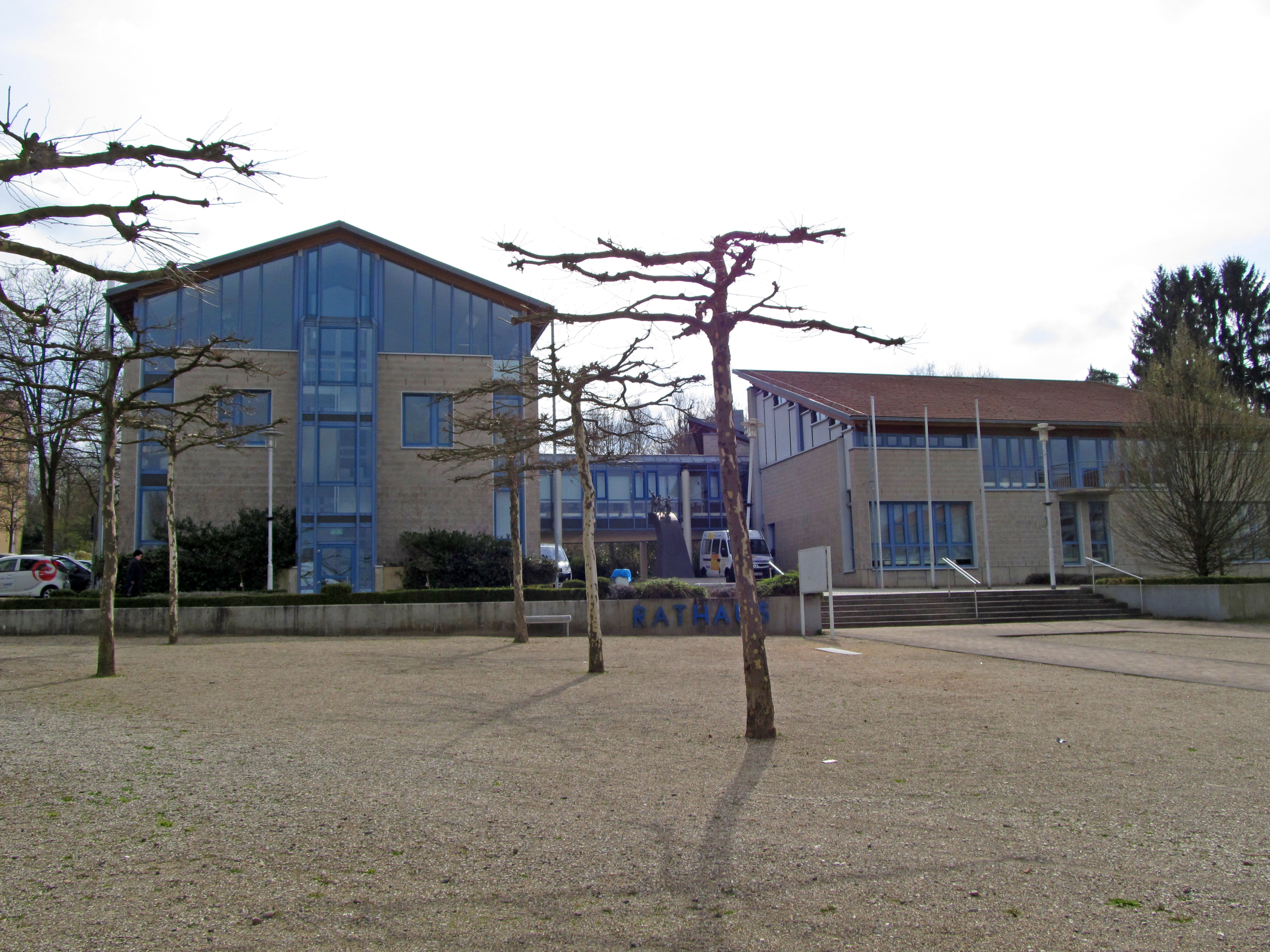
Das Rathaus der Gemeinde Riegelsberg

### Bürgermeister
| Amtszeit              | Name           | Partei |
| --------------------- | -------------- | ------ |
| 1974–1981             | Walter Wagner  | CDU    |
| 1981–1991             | Norbert Holzer | CDU    |
| 1991 – Oktober 2009   | Lothar Ringle  | SPD    |
| seit 1. November 2009 | Klaus Häusle   | SPD    |

Bei den Kommunalwahlen am 7. Juni 2009 wurde Klaus Häusle (SPD) zum Bürgermeister gewählt. Bei der Kommunalwahl am 26. Mai 2019 erreichte Häusle mit 43,5 % zwar den größten Stimmenanteil, musste aber am 9. Juni 2019 in die Stichwahl gegen Benjamin Schmidt (CDU). Häusle gewann die Wiederwahl mit nur 29 Stimmen Vorsprung und einem Stimmenanteil von 50,2 %.

### Gemeinderat
Die Kommunalwahl am 9. Juni 2024 führte in Riegelsberg zu folgendem Ergebnis für die Zusammensetzung des Gemeinderats mit 33 Sitzen:
- SPD: 10 Sitze (±0)
- CDU: 12 Sitze (-1)
- AfD: 4 Sitze (+2)
- GRÜNE: 3 Sitze (-1)
- FDP: 1 Sitz (±0)
- LINKE: 3 Sitze (±0)

### Ortsräte
Bei der Kommunalwahl 2019 ergaben sich für die Ortsräte folgende Ergebnisse (mit den Differenzen zur Wahl 2014):

#### Riegelsberg
| Partei | Stimmenanteil | Differenz | Sitze   | Differenz |
| ------ | ------------- | --------- | ------- | --------- |
| CDU    | 39,1 %        | −1,8      | 6 Sitze | −1        |
| SPD    | 38,6 %        | −0,7      | 6 Sitze | ±0        |
| LINKE  | 14,8 %        | −0,4      | 2 Sitze | ±0        |
| FDP    | 7,6 %         | +2,9      | 1 Sitz  | +1        |

(Quelle)

#### Walpershofen
| Partei | Stimmenanteil | Differenz | Sitze   | Differenz |
| ------ | ------------- | --------- | ------- | --------- |
| CDU    | 51,8 %        | +1,0      | 6 Sitze | ±0        |
| SPD    | 35,8 %        | −1,0      | 4 Sitze | ±0        |
| LINKE0 | 12,4 %        | ±0        | 1 Sitz  | ±0        |

(Quelle)

### Wappen
Das Wappen wurde am 20. April 1977 vom Innenminister des Saarlandes durch Urkunde verliehen.
Blasonierung: „Von Blau und Schwarz durch einen goldenen Schräglinksbalken geteilt, oben drei (2:1 gestellte) silberne Fußspitzkleeblattkreuze, unten eine sechsspeichige goldene Seilscheibe.“
Die Farben der Gemeinde sind Schwarz-Gelb.
Der Schräglinksbalken symbolisiert den Höhenzug, der das Saartal gegen die Köllertalsenke abriegelt und dem die Gemeinde ihren Namen verdankt. Die Verbundenheit des Gemeindebezirks Riegelsberg mit dem Kohlenbergbau und der Industrie ist durch die Seilscheibe und die Farbe Schwarz dargestellt. Vor allem soll die Erinnerung an zahlreiche Schachtanlagen im Bereich des heutigen Gemeindebezirkes erhalten bleiben. Eingedenk, dass Bergbau und Industrie die wirtschaftlichen Voraussetzungen für den Aufstieg zu einem blühenden Gemeinwesen zum Wohle seiner Bürger waren, sind Schrägbalken und Seilscheibe golden tingiert. Die drei silbernen Fußspitzkleeblattkreuze in Blau stehen für den Gemeindebezirk Walpershofen und sind aus dem ehemaligen Gemeindewappen Walpershofen entnommen. Drei dieser Kreuze sind nicht nur im Hinblick auf das durch drei Kirchen charakteristisch geprägte Ortsbild gewählt worden, sondern auch, weil die Glieder dreier christlicher Konfessionen seit langer Zeit in gutem Einvernehmen miteinander leben.
Das Wappen wurde von H.-W. Herrmann gestaltet.

#### Ortsteilwappen Riegelsberg

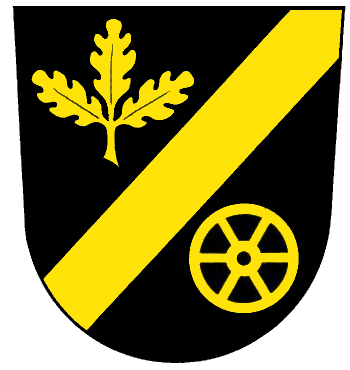
Altes Wappen

Das Wappen wurde am 29. April 1970 genehmigt.
Blasonierung: „In Schwarz ein goldener Schräglinksbalken, begleitet oben von einem dreiblättrigen goldenen Eichenzweig und unten von einer goldenen Seilscheibe.“
Die Farben des Ortsteiles sind Schwarz-Gelb.
Der Schrägbalken steht für den Namen Riegelsberg (siehe geltendes Wappen). Die drei Eichenblätter symbolisieren den Waldreichtum des Ortes und geben anhand einer Zahlensymbolik die zum 1. April 1939 zur Gemeinde Riegelsberg zusammengeschlossenen früheren Gemeinden Hilschbach, Güchenbach und Überhofen wieder. Die Seilscheibe ist ein Hinweis auf den Steinkohlebergbau und die örtlichen Schachtanlagen.
Das Wappen wurde von H. Fell und H. Motsch gestaltet.

### Städtepartnerschaften
Riegelsberg unterhält seit 1970 eine Partnerschaft mit Gisors in der Region Normandie (Frankreich).

## Kultur und Sehenswürdigkeiten

### Regelmäßige Veranstaltungen
- Im Rahmen der Kirmes findet im Frühling und im Herbst auf dem Marktplatz und vor dem Rathaus ein Frühlings- bzw. Herbstmarkt mit verkaufsoffenem Sonntag statt. Hier haben Firmen und Vereine die Möglichkeit, sich und ihre Arbeit vorzustellen.
- Am zweiten Wochenende im August findet jährlich das Riegelsberger Marktfest statt. Das Marktfest erfreut sich großer Beliebtheit und zieht Besucher aus dem ganzen Saarland an.

### Theater
- Bühnenvolksbund Riegelsberg (BVB), der Amateurtheaterverein in Riegelsberg seit 1925. Es werden hauptsächlich Boulevard- und Kriminalkomödien aufgeführt. Ebenso stehen moderne Märchen, aber auch klassische Märchen auf dem Spielplan des BVB. Die Stücke werden hauptsächlich in der Riegelsberghalle aufgeführt.

## Bauwerke

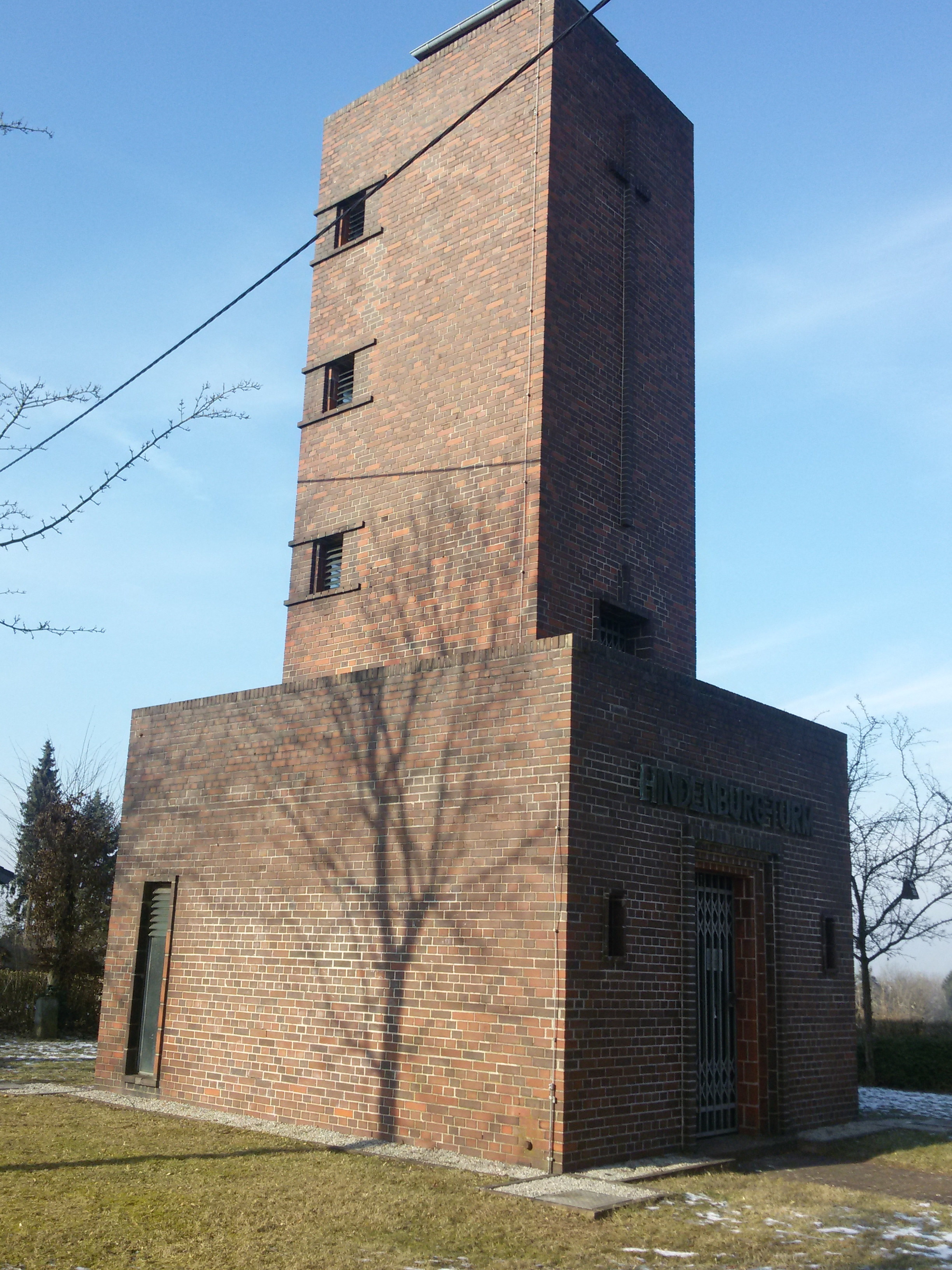
Hindenburgturm Riegelsberg

- Evangelische Kirche (Riegelsberg)
- Kirche St. Josef (Riegelsberg)
- Hindenburgturm: Am 2. Dezember 1934 wurde der Hindenburgturm als Denkmal für die Gefallenen des Ersten Weltkrieges eingeweiht. Sein Bau geht auf einen Beschluss des Friedhofsverbandes Hilschbach-Güchenbach-Überhofen zurück. In einem dreigeschossigen, 15 m hohen Klinkerbau mit Ehrenhalle wurde ein Standbild eines Soldaten mit Helm und Gewehr bei Fuß platziert, geschaffen vom Saarbrücker Bildhauer Willi Knapp. Die Namen der 222 Gefallenen des Ersten Weltkrieges aus den drei Gemeinden Güchenbach, Hilschbach und Überhofen wurden ebenfalls aufgelistet. Die Gesamtkosten für die Baumaßnahme beliefen sich auf 58.000 Franken. Nach dringenden substanzerhaltenden Renovierungsmaßnahmen wurde der Turm am 1. Juni 1997 erneut an die Riegelsberger Bevölkerung übergeben. Als für seine Zeit typisches Baudenkmal wurde der Hindenburgturm in die Saarländische Denkmalliste aufgenommen. Er gilt heute als Symbol für Frieden und als Mahnmal gegen den Krieg.
- Westwallbunker: Der Westwall war ein über 630 km verlaufendes Verteidigungssystem, das aus über 18.000 Bunkern, Stollen sowie zahllosen Gräben und Panzersperren bestand. Es verlief von Kleve in Richtung Süden, entlang der Westgrenze des ehemaligen Deutschen Reiches, bis nach Weil am Rhein. Riegelsberg lag an der Hauptkampflinie des Westwalls. Es gab hier insgesamt 16 Bunker; eine als Panzersperre konzipierte Höckerlinie begann am Hilschbacher Wald und führte weiter über Bietscheid nach Berschweiler.
- Riegelsberghalle: Am 7. Oktober 1977 wurde die Riegelsberghalle nach nur zweijähriger Bauzeit eingeweiht. Sie ist sowohl für sportliche als auch für kulturelle Veranstaltungen geeignet. Bei Großveranstaltungen bietet die Halle Platz für 800 Personen.
- St. Elisabeth (2011 abgerissen)

## Wirtschaft und Infrastruktur

### Verkehr

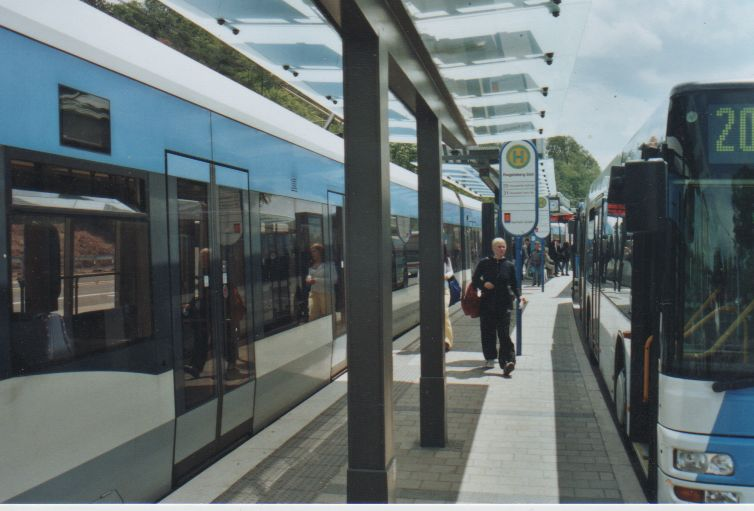
Die Saarbahnhaltestelle Riegelsberg Süd

Riegelsberg ist über die Bundesautobahn 1 an das überregionale Straßennetz angebunden.
Innerhalb Riegelsbergs umfasst das überörtliche Straßennetz rund 13 km, das Innerortsnetz ca. 71 km. Die Hauptverkehrsstraßen sind die B 268 und die L 135.
Seit dem 27. September 2009 hat die Saarbahn ihren Regelbetrieb nach Saarbrücken auf dem Teilabschnitt Riegelsberg Süd – Walpershofen/Etzenhofen aufgenommen. Dadurch hat sich die Situation des ÖPNV deutlich verbessert. Durch die sieben neuen Bahnhaltestellen sind viele Bürger nicht mehr auf Zubringerbusse zum bisher einzigen Haltepunkt 'Riegelsberg Süd' angewiesen. Die Bezeichnung „Riegelsberg Süd“ wurde hierbei erst durch die gleichnamige Saarbahnhaltestelle eingeführt und war zuvor nicht als Landmarke geläufig. Am 31. Oktober 2011 wurde ein weiterer Streckenabschnitt der Saarbahn in Betrieb genommen, der an zwei weiteren Haltestellen in Riegelsberg hält. Ortsteile, die nicht an der Trasse liegen, werden weiterhin von insgesamt vier Buslinien angefahren.

## Persönlichkeiten

### In Riegelsberg geboren
- Fritz Klein (1898–1944), Widerstandskämpfer
- Helmut Bulle (1925–1973), Politiker, 1965–1973 saarländischer Landesminister
- Franz Josef Conrad (1944–1985), Politiker, Mitglied des Bundestages
- Rainer G. Schmidt (* 1950), Schriftsteller und Übersetzer
- Rudi Kappés (1957–2002), Fußballspieler und -trainer

### Mit Riegelsberg verbunden
- Dieter Thomas Heck (1937–2018), Entertainer, lebte mehrere Jahre in Riegelsberg.
- Wilhelm Hector (1855–1918), bekannter Architekt, baute 1898 das St. Josefs-Haus (sog. Kloster) in Riegelsberg.
- Birgit Huonker (* 1961), wirkt als Politikerin in Riegelsberg, Landtagsabgeordnete, Landesvorstandsmitglied DIE LINKE und Pressesprecherin, lebt in Riegelsberg.
- György Kàroly László Lehoczky (1901–1979), Architekt und Kirchenfenstermaler (Evangelische Kirche und Grundschule in Riegelsberg).
- Volker Schmidt (* 1957), Politiker, Landtagsabgeordneter, lebt in Riegelsberg.
- Detlev Schönauer (* 1953), deutscher Kabarettist, lebte bis 2020 in Riegelsberg.
- Bernd Wegner (* 1957), wirkt als Politiker in Riegelsberg, Landtagsabgeordneter, Vizepräsident der Handwerkskammer des Saarlandes.